# Kanakraddi Khadehola, Sindhnur
Kanakraddi Khadehola là một làng thuộc tehsil Sindhnur, huyện Raichur, bang Karnataka, Ấn Độ.